# La Salle (Colorado)
La Salle es un pueblo ubicado en el condado de Weld en el estado estadounidense de Colorado. En el Censo de 2010 tenía una población de 1.955 habitantes y una densidad poblacional de 843,39 personas por km².

## Geografía
La Salle se encuentra ubicado en las coordenadas 40°20′55″N 104°42′21″O / 40.34861, -104.70583. Según la Oficina del Censo de los Estados Unidos, La Salle tiene una superficie total de 2.32 km², de la cual 2.32 km² corresponden a tierra firme y (0%) 0 km² es agua.

## Demografía
Según el censo de 2010, había 1.955 personas residiendo en La Salle. La densidad de población era de 843,39 hab./km². De los 1.955 habitantes, La Salle estaba compuesto por el 83.89% blancos, el 0.41% eran afroamericanos, el 0.77% eran amerindios, el 0.51% eran asiáticos, el 0% eran isleños del Pacífico, el 11.92% eran de otras razas y el 2.51% pertenecían a dos o más razas. Del total de la población el 35.04% eran hispanos o latinos de cualquier raza.